# Anisocentropus gilvimacula
Anisocentropus gilvimacula là một loài Trichoptera thuộc họ Calamoceratidae. Chúng phân bố ở miền Australasia.